# Neuer jüdischer Friedhof (Osterode am Harz)

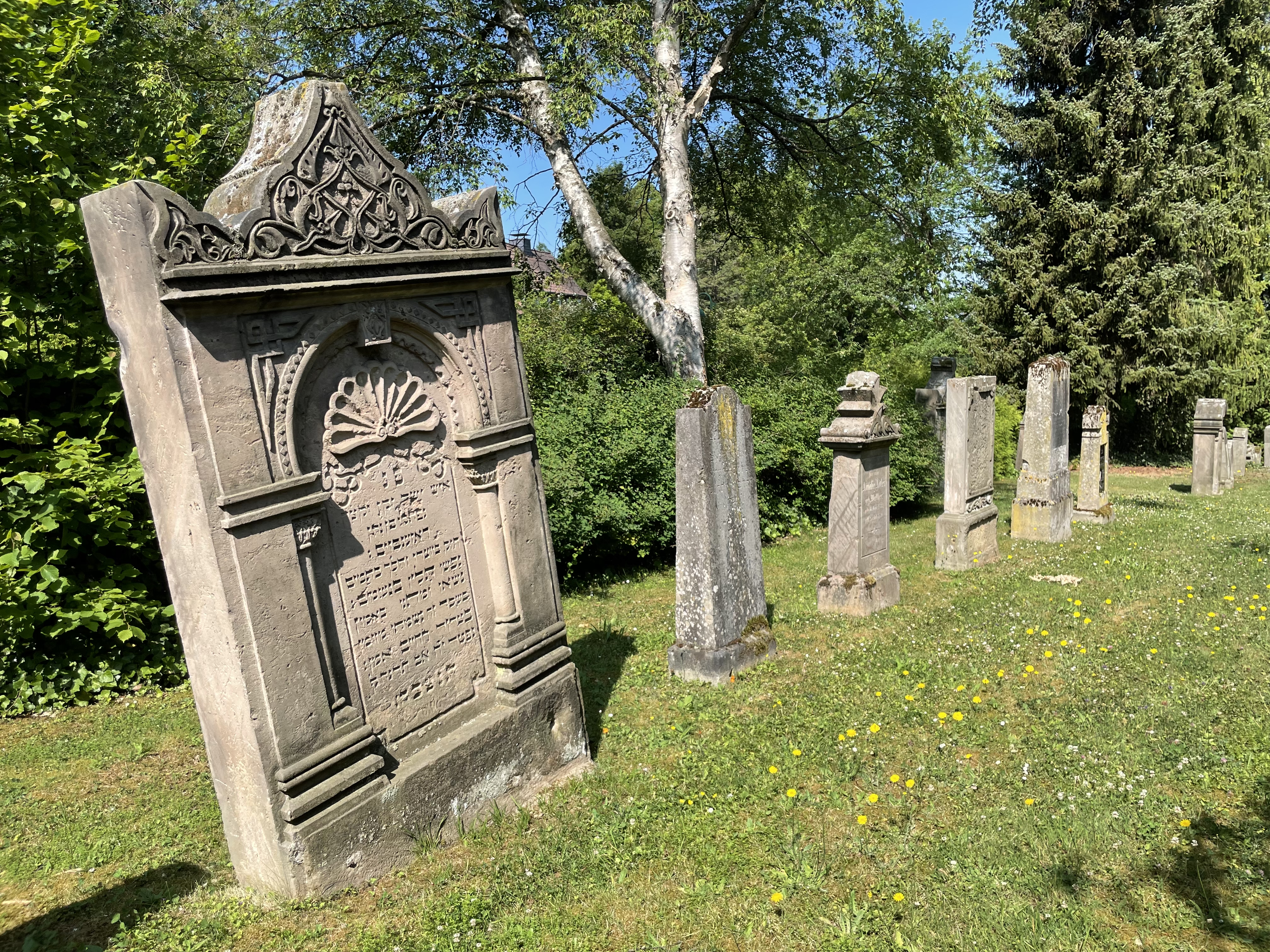
Der neue jüdische Friedhof in Osterode am Harz (2022)

Der Neue jüdische Friedhof Osterode am Harz befindet sich in der Stadt Osterode am Harz im Landkreis Göttingen in Niedersachsen. Als jüdischer Friedhof ist er ein Baudenkmal (siehe Liste der Baudenkmale in Osterode am Harz – ID-Nr. 34119865 und 34152897). Auf dem Friedhof an der Schwimmbadstraße sind 61 Grabsteine erhalten.

## Geschichte
Der Friedhof wurde 1869 eingeweiht, nachdem der alte jüdische Friedhof an der Seesener Straße nicht mehr für Bestattungen genutzt wurde. Im Laufe der Jahre wurden 61 Juden bestattet, zuletzt 1979 Gertrud Schenk (1893–1979) neben dem Grab ihres Mannes Bruno Schenk (1897–1959). Auf dem Friedhof wurden mit Genehmigung der jüdischen Gemeinden Niedersachsens auch der im Nationalsozialismus verfolgte Schulrat Ludolf Falke (1877–1952) und seine Frau Helene Falke (1889–1948) bestattet, obwohl sie evangelischen Glaubens waren.
Der Friedhof wurde 1951 und im Zuge der Neugestaltung des Friedhofes 1972 von der Stadt Osterode instand gesetzt, dabei wurde auch ein Gedenkstein aufgestellt. Erhalten sind zudem 25 Grabsteine sowjetischer Kriegsgefangener und Zwangsarbeiter, die auf dem Friedhof beigesetzt wurden. Zwei ebenfalls dort bestattete Italiener wurden 1958 auf die Italienische Kriegsgräberstätte Hamburg-Öjendorf umgebettet.